# Turquía en los Juegos Olímpicos de Salt Lake City 2002
Turquía estuvo representada en los Juegos Olímpicos de Salt Lake City 2002 por tres deportistas, dos hombres y una mujer, que compitieron en dos deportes.
El portador de la bandera en la ceremonia de apertura fue el esquiador alpino Atakan Alaftargil. El equipo olímpico turco no obtuvo ninguna medalla en estos Juegos.